# Съществително име (словенски език)

## Падежи (Skloni)
Съществителното име може да служи за подлог или допълнение в изречението. В словенския език синтактичните отношения се изразяват чрез падежите. Има шест падежа:
1. Именителен падеж (imenovalnik (nominativ))
2. Родителен падеж (rodilnik (genitiv))
3. Дателен падеж (dajalnik (dativ))
4. Винителен падеж (tožilnik (akuzativ))
5. Местен падеж (mestnik (lokativ))
6. Творителен падеж (orodnik (instrumental))

Именителният падеж определя подлога на изречението; всички други падежи определят допълнение (пряко или косвено) или обстоятелствено пояснение.
Падежите се откриват със следните въпроси:
1. Kdo или kaj? (кой или какво?)
2. Koga или česa?
3. Komu или čemu?
4. Koga или kaj?
5. Pri kom или pri čem? (или друг предлог, свързан с местния падеж)
6. S kom или s čim? (или друг предлог, свързан с творителния падеж)

В някои случаи се използват и други въпроси, например при глаголи за движение, изискващи обикновено винителен или дателен падеж се използва въпрос kam? (накъде?), напр.:
Janez gre k prijatelju na obisk. (Янез отива при приятел на гости) Kam gre Janez? Na obisk (винителен падеж), K prijatelju (дателен падеж).
За откриване на местен падеж (за откриване на място – оттук и името на падежа) се използва въпрос kje? (къде?), напр.:
Prijatelj je bil v delavnici. (Приятелят беше в работилницата) Kje je bil prijatelj? V delavnici (местен падеж).

Примерни изречения за основните падежи:
- Именителен: Moj stol je v sobi. (Моят стол е в стаята.)
- Родителен:
  - Mojega stola ni v sobi. (Моят стол не е в стаята.)
  - Košček papirja mi je ostal v dlani. (Късче хартия остана в дланта ми.) (родителен за част от цяло; подлогът на изречението обаче е в именителен падеж 'Košček papirja')
  - Tipkovnica računalnika je vhodna enota. (Клавиатурата на компютъра е входно устройство.) (родителен за притежание; подлогът на изречението обаче е в именителен падеж 'Tipkovnica računalnika')
- Дателен: Beraču je dal denar. (Той даде пари на просяка.)
- Винителен: Vidim zvezde. (Виждам звездите.)
- Местен: Mnogo je rečenega o novem sodniku. (Много е казано за новия съдия.)
- Творителен: Na sprehod grem s svojim psom. (Разхождам се с кучето си.)

Родът на съществителните в словенския език може да се различава от рода им в други езици. Например:
- miza (маса) – ж.р. (стол – м.р.) (der Tisch – м.р.),
- stol (стол) – м.р. (стул – м.р.) (der Stuhl – м.р.),
- vrata (врата) (мн.ч.) – ср.р. (дверь – ж.р. ед.ч., двери – ж.р. мн.ч.) (die Tür – ж.р.),
- neurje (буря, лошо време) – ср.р. (der Windsturm – м.р.).

В словенския език има десет склонения. По-долу се дават примери – по едно съществително от всяко склонение. Съществуват редица изключения, много от които не се посочват.
В таблиците по-долу окончанията са с удебелен шрифт.

## Склонение на имена от женски род (Ženske sklanjatve)

### Първо (Prva)
Моделът за това склонение е lipa (липа).
| ПАДЕЖ     | Ед.ч. | Дв.ч.  | Мн.ч.  |
| --------- | ----- | ------ | ------ |
| 1         | lipa  | lipi   | lipe   |
| 2         | lipe  | lip    | lip    |
| 3         | lipi  | lipama | lipam  |
| 4         | lipo  | lipi   | lipe   |
| 5 (pri/o) | lipi  | lipah  | lipah  |
| 6 (z)     | lipo  | lipama | lipami |

Изключение от този модел представляват съществителните, които в именителен падеж единствено число имат окончание -ev вместо -a (breskev (праскова), lestev (стълба), žetev (жътва)).
Съществителните gospa (госпожа), hči (дъщеря) и mati (майка) имат особено склонение:
| ПАДЕЖ     | Ед.ч. | Дв.ч.   | Мн.ч.   |
| --------- | ----- | ------- | ------- |
| 1         | gospa | gospe   | gospe   |
| 2         | gospe | gospa   | gospa   |
| 3         | gospe | gospema | gospem  |
| 4         | gospo | gospe   | gospe   |
| 5 (pri/o) | gospe | gospeh  | gospeh  |
| 6 (z)     | gospo | gospema | gospemi |

| ПАДЕЖ     | Ед.ч.  | Дв.ч.   | Мн.ч.   |
| --------- | ------ | ------- | ------- |
| 1         | hči    | hčeri   | hčere   |
| 2         | hčere  | hčer(a) | hčer(a) |
| 3         | hčeri  | hčerama | hčeram  |
| 4         | hčer   | hčeri   | hčere   |
| 5 (pri/o) | hčeri  | hčerah  | hčerah  |
| 6 (z)     | hčerjo | hčerama | hčerami |

| ПАДЕЖ     | Ед.ч.   | Дв.ч.    | Мн.ч.    |
| --------- | ------- | -------- | -------- |
| 1         | mati    | materi   | matere   |
| 2         | matere  | mater    | mater    |
| 3         | materi  | materama | materam  |
| 4         | mater   | materi   | matere   |
| 5 (pri/o) | materi  | materah  | materah  |
| 6 (z)     | materjo | materama | materami |

Някои съществителни, освен тези с окончание -ev, променят корена си в родителен падеж двойствено и множествено число, като се вмъква ъ (отбелязвано в словенски с -e-) (или -i- пред -j-). Например: vožnja (каране, возене) – voženj, igra (игра) – iger, ladja (кораб) – ladij.
Основната разлика между склонението на имената от женски род в словенски и руски например, е че в родителен и дателен падеж окончанията им са разменени: в словенски: „Ni bilo“ mame, в руски: „Не было“ мамы; в словенски: „Dal sem“ mami, в руски: „Я дал“ маме.

### Второ (Druga)
Моделът за това склонение е perut, (крило на птица).
| ПАДЕЖ     | Ед.ч.   | Дв.ч.   | Мн.ч.   |
| --------- | ------- | ------- | ------- |
| 1         | perut   | peruti  | peruti  |
| 2         | peruti  | peruti  | peruti  |
| 3         | peruti  | perutma | perutim |
| 4         | perut   | peruti  | peruti  |
| 5 (pri/o) | peruti  | perutih | perutih |
| 6 (s)     | perutjo | perutma | perutmi |

Някои съществителни от второ склонение на имената от женски род имат специални окончание в творителен падеж единствено число и в дателен падеж двойствено и множествено число, например: pesem (песен) (s pesmijo; pesmima; pesmim).
Някои едносрични съществителни от това склонение имат специални окончания в дателен и местен падеж двойствено и множествено число, например: stvar (нещо) (дателен падеж: stvarema, stvarem; местен падеж: pri stvareh, pri stvareh).
При някои съществителни от това склонение има особеност в основата, която се изразява в изпадане на ъ (e): bolezen (болест, именителен падеж, ед.ч.) – bolezni (родителен падеж, ед. ч.).
Съществителното kri (кръв) има във всички падежи, с изключение на именителен и дателен падеж ед.ч., различен корен (krv-): kri – krvi – krvi – kri – pri krvi – s krvjo.

### Трето (Tretja)
Моделът за това склонение е mami (мама).
| ПАДЕЖ     | Ед.ч. | Дв.ч. | Мн.ч. |
| --------- | ----- | ----- | ----- |
| 1         | mami  | mami  | mami  |
| 2         | mami  | mami  | mami  |
| 3         | mami  | mami  | mami  |
| 4         | mami  | mami  | mami  |
| 5 (pri/o) | mami  | mami  | mami  |
| 6 (z)     | mami  | mami  | mami  |

### Четвърто (Četrta)
Моделът за това склонение е dežurna (дежурно лице). Това е субстантивирано прилагателно (posamostaljeni pridevnik), което същевременно служи за модел на склонение на прилагателните имена в женски род.
| ПАДЕЖ     | Ед.ч.   | Дв.ч.     | Мн.ч.     |
| --------- | ------- | --------- | --------- |
| 1         | dežurna | dežurni   | dežurne   |
| 2         | dežurne | dežurnih  | dežurnih  |
| 3         | dežurni | dežurnima | dežurnim  |
| 4         | dežurno | dežurni   | dežurne   |
| 5 (pri/o) | dežurni | dežurnih  | dežurnih  |
| 6 (z)     | dežurno | dežurnima | dežurnimi |

Формите, дадени тук, се използват в склонението на прилагателните имена, намиращи се непосредствено до съществителни от женски род (от което и да било склонение), както и на всички прилагателни, използвани като съществителни имена. Имената на географски области също спадат към това склонение.
Примери:
1. lepa pisava (красив почерк)
2. dolga nit (дълъг конец)
3. gobčna Ines (приказливата Инес)
4. Kranjska (=kranjska dežela, областта Крань — Карниола)
5. ženska (жена; замества ženska oseba, лице от женски пол)

## Склонение на имена от мъжки род (Moške sklanjatve)

### Първо (Prva)
Моделът за това склонение е korak (стъпка, крачка).
| ПАДЕЖ     | Ед.ч.   | Дв.ч.    | Мн.ч.   |
| --------- | ------- | -------- | ------- |
| 1         | korak   | koraka   | koraki  |
| 2         | koraka  | korakov  | korakov |
| 3         | koraku  | korakoma | korakom |
| 4         | korak   | koraka   | korake  |
| 5 (pri/o) | koraku  | korakih  | korakih |
| 6 (s)     | korakom | korakoma | koraki  |

Одушевените съществителни (съществителните, означаващи живи същества), имат различно окончание във винителен падеж единствено число (-a: fant (момче) – fanta). Някои други, неодушевени съществителни, също се променят по това правило, а прилагането му към всички съществителни от първо спрежение на имената от мъжки род е характерно за езика на малките деца.
При съществителните, окончаващи на c, č, ž, š, j се наблюдава т.нар. преглас. Звукът -o- в окончанията се променя в -e-. Например: stric (чичо) – s stricem, а не s stricom.
Някои едносрични съществителни може да имат окончание -u вместо -a в родителен падеж единствено число (grad (замък) – gradu).
Съществителни, заети от чужди езици, могат да имат окончание гласна: -o, -e, -i или -u в именителен падеж единствено число. Например: avto (кола), finale (финал), taksi (таксѝ), tabu (табу). Едни от тези съществителни се скланят без промяна на основата (avto, auta, autu и т.н.), а други – с удължаване на основата с j (taksi, taksija, taksiju, taksijem...; taksiji, taksijev и т.н.).
Съществителните mož (съпруг; мъж), zob (зъб) и las (коса) имат окончание -je в именителен падеж множествено число, вместо -i: možje, zobje, lasje. При някои други съществителни може да се използва оили едното или другото окончание: fant (момче), gost (гост), škof (епископ).
В склонението на някои съществителните от първо склонение на имената от мъжки род, ъ от основата изпада: vrelec ((горещ) извор) – vrelca.
При някои съществителни, към основата се добавя -j- (ако окончава на -r), -t- (имена, окончаващи на -e) или -n- (ако окончават на -lj), като се започне от родителен падеж единствено число нататък. Например: redar (пазител на реда) – redarja; Zvone – Zvoneta; nagelj (карамфил) – nageljna.
Едносричните съществителни обикновено получават разширение на основата -ov- в двойствено и множествено число: zid (стена) – zidova – zidovi.
При съществителното otrok (дете) се наблюдава особеност. В именителен падеж множествено число и местен падеж двойствено и множествено число -k се заменя с -c. (otroci, otrocih).
Съществителното človek (човек) има различен корен в множествено число и в родителен и местен падеж двойствено число: ljud-: ljudje – ljudi – ljudem – ljudi – pri ljudeh – z ljudmi (множествено число); človeka – ljudi – človekoma – človeka – pri ljudeh – s človekoma (двойствено число).

### Второ (Druga)
Моделът на това склонение е vojvoda (херцог).
| ПАДЕЖ     | Ед.ч.   | Дв.ч.     | Мн.ч.     |
| --------- | ------- | --------- | --------- |
| 1         | vojvoda | vojvodi   | vojvode   |
| 2         | vojvode | vojvod    | vojvod    |
| 3         | vojvodi | vojvodama | vojvodam  |
| 4         | vojvodo | vojvodi   | vojvode   |
| 5 (pri/o) | vojvodi | vojvodah  | vojvodah  |
| 6 (z)     | vojvodo | vojvodama | vojvodami |

Второ склонение на имената от мъжки род има окончания като тези на първо склонение на имената от женски род. Всички съществителни то това склонение обаче могат да се скланят и като първо склонение на имената от мъжки род.
Например името Luka (Лука) се скланя по този начин:
1. Luka
2. Luke или Luka
3. Luki или Luku
4. Luko или Luka
5. pri Luki или pri Luku
6. z Luko или z Lukom

### Трето (Tretja)
Моделът за това склонение е H2O, или всеки друг акроним:
| ПАДЕЖ     | Ед.ч. | Дв.ч. | Мн.ч. |
| --------- | ----- | ----- | ----- |
| 1         | H2O   | H2O   | H2O   |
| 2         | H2O   | H2O   | H2O   |
| 3         | H2O   | H2O   | H2O   |
| 4         | H2O   | H2O   | H2O   |
| 5 (pri/o) | H2O   | H2O   | H2O   |
| 6 (s)     | H2O   | H2O   | H2O   |

Всички акроними могат обаче да се скланят и по първо склонение на имената от мъжки род, като при писане задължително се поставя тиренце преди окончанието.
Например, съществителното ATP (аденозин трифосфат) се скланя по следния начин:
1. ATP
2. ATP или ATP-ja
3. ATP или ATP-ju
4. ATP или ATP
5. pri ATP или pri ATP-ju
6. z ATP или z ATP-jem

### Четвърто (Četrta)
Моделът за това склонение е dežurni (дежурен), което е субстантивирано съществително, но може да служи като модел и за склонението на прилагателните имена от мъжки род.
| ПАДЕЖ     | Ед.ч.     | Дв.ч.     | Мн.ч.     |
| --------- | --------- | --------- | --------- |
| 1         | dežurni   | dežurna   | dežurni   |
| 2         | dežurnega | dežurnih  | dežurnih  |
| 3         | dežurnemu | dežurnima | dežurnim  |
| 4         | dežurnega | dežurna   | dežurne   |
| 5 (pri/o) | dežurnem  | dežurnih  | dežurnih  |
| 6 (z)     | dežurnim  | dežurnima | dežurnimi |

Формите, дадени тук, се използват при склонението на всички прилагателни имена намиращи се непосредствено до съществителни от мъжки род (от което и да било склонение), както и на всички прилагателни, изпълняващи функция на съществителни. Обаче, във винителен падеж единствено число само прилагателните имат окончание -ega, ако съществителното е одушевено или се подразбира такова съществително; в противен случай приемат окончание -i или изобщо нямат.
Вижте също в раздела за прилагателните за използване на определени и неопределени прилагателни.
Например:
- koristen napotek (полезно напътствие, полезен съвет)
- vladajoči vojvoda (управляващ херцог)
- čist O2 (чист кислород)
- moški (мъж; от moški človek)

## Склонение на имена от среден род (Srednje sklanjatve)

### Първо (Prva)
Моделът за това склонение е mesto (град).
| ПАДЕЖ     | Ед.ч.  | Дв.ч.   | Мн.ч.  |
| --------- | ------ | ------- | ------ |
| 1         | mesto  | mesti   | mesta  |
| 2         | mesta  | mest    | mest   |
| 3         | mestu  | mestoma | mestom |
| 4         | mesto  | mesti   | mesta  |
| 5 (pri/o) | mestu  | mest'ih | mestih |
| 6 (z)     | mestom | mestoma | mesti  |

При съществителните, чийто корен окончава на c, č, ž, š или j се наблюдава т.нар. преглас. Звукът -o- се променя в -e- в окончанията за именителен, винителен и творителен падеж единствено число, дателен и творителен падеж двойствено число и дателен падеж множествено число. Примери: polje (поле), sonce (слънце).
Някои съществителни нямат окончания в именителен падеж единствено число, напр. kolo (велосипед, колело), ime (име), telo (тяло) и dekle (момиче). Тези съществителни удължават основата си с -n-, -s- или -t-, като се започне от родителен падеж единствено число нататък (ime – imena, kolo – kolesa, dekle – dekleta).
Някои съществителни променят основата си в родителен падеж двойствено и множествено число. Вмъква се ъ (писано -e-) (или -i- пред -j-). Например: okno (прозорец) – oken, veselje (радост) – veselij.

### Четвърто (Četrta)
Моделът на това склонение е dežurno (дежурно), което е субстантивирано съществително (на български е субстантивирана формата за мъжки род: дежурен), но може да служи като модел и за склонението на прилагателните имена от среден род.
| ПАДЕЖ     | Ед.ч.     | Дв.ч.     | Мн.ч.     |
| --------- | --------- | --------- | --------- |
| 1         | dežurno   | dežurni   | dežurna   |
| 2         | dežurnega | dežurnih  | dežurnih  |
| 3         | dežurnemu | dežurnima | dežurnim  |
| 4         | dežurno   | dežurni   | dežurna   |
| 5 (pri/o) | dežurnem  | dežurn'ih | dežurnih  |
| 6 (z)     | dežurnim  | dežurnima | dežurnimi |

В именителен и винителен падеж единствено число окончанието става -e вместо -o при прилагателни, чиято основа завършва на c, č, ž, š and j („преглас“).
Формите, дадени тук, се използват в склонението на прилагателните имена, намиращи се непосредствено до съществителни от среден род, както и на всички прилагателни, функциониращи като съществителни имена. Като важни примери тук може да се посочат имената на някои градове, напр. Krško или Grosuplje (въпреки че последното може да се скланя и по първо склонение на имената от среден род).

## Съществителни събирателни (Množinski samostalnik)
В словенски съществителните събирателни са или в единствено, или в множествено число.
Неброимите съществителни, използвани само в единствено число, могат да се разделят в три групи, значещи следното:
- вещество, материал: voda (вода) (в множествено число се използва, когато се говори за реки, езера и морета), kri (кръв), pesek (пясък);
- събирателни понятия: drevje (дървета), mladina (младеж), pohištvo (покъщнина).
- отвлечени понятия: ljubezen (любов), zdravje (здраве), mir (мир), znanje (знание).

Само в множествено число се използват например следните съществителни: pljuča (бели дробове), sani (шейна), norice (дребна шарка, варицела), možgani (мозък). Освен това за части на тялото (roke (ръце), ušesa (уши)), облеклото (nogavice (чорапи)), уреди (rolerji (ролери), както и за биологични двойки (starši (родители)) обикновено се използва множествено число вместо двойствено, освен ако се подчертава, че са само две.
Позволено е да се използват форми за множествено или двойствено число за неброимите съществителни от единствено число, когато се подчертава разнообразие или брой:
Obstaja več ljubezni.
Буквално: Съществуват повече (много) любови.
Но е по-добре да се каже: 
Obstaja več vrst ljubezni.
Съществуват повече (много) видове любов.